# مریم حیدرزاده
مریم حیدرزاده (متولد ۲۹ آبان ۱۳۵۶) نویسنده، شاعر، ترانه‌سرا و نقاش ایرانی است.

## زندگی و فعالیت هنری
حیدرزاده که بینایی خود را بر اثر چند عمل جراحی در کودکی از دست داد، در اواخر دههٔ ۷۰ با نوشتن شعرهایی به سبک محاوره‌ای و با به‌کارگیری کلمات ساده و روان شهرت یافت. وی اصالتا اهل شهر تهران است.
بسیاری از خوانندگان داخل کشور و همچنین خوانندگان فارسی‌زبان در بیرون از ایران از ترانه‌های او در آثار خود  استفاده کرده‌اند. مریم حیدرزاده دانش‌آموخته حقوق قضایی از دانشگاه تهران است. پدر او بازنشسته ارتش و مادر او هم کارمند بود ولی به خاطر نگهداری از وی مدت هاست که فعالیت بیرون از منزل ندارد. مریم حیدرزاده ساکن سعادت‌آباد تهران است.
خوانندگانی مانند: ابی، مهستی، لیلا فروهر، داریوش، هنگامه، شادمهر، فرزاد فرزین ، محسن چاوشی، محسن ابراهیم‌زاده، کامران و هومن، شهاب تیام ،حامد هاکان  از اشعار حیدرزاده در آثار خود بهره برده‌اند.

## ترانه‌شناسی
| خواننده             | نام ترانه             | آهنگساز           | تنظیم             |
| ------------------- | --------------------- | ----------------- | ----------------- |
| مهستی               | از خدا خواسته         | شادمهر عقیلی      | شادمهر عقیلی      |
| مهستی               | طاقت                  | شادمهر عقیلی      | شادمهر عقیلی      |
| مهستی               | امتحان                | شادمهر عقیلی      | شادمهر عقیلی      |
| مهستی               | شب عید زندگی          | شادمهر عقیلی      | شادمهر عقیلی      |
| مهستی               | وقتی رفتم             | شادمهر عقیلی      | شادمهر عقیلی      |
| لیلا فروهر          | ماه من                | رامین زمانی       | واچیک، هووی       |
| لیلا فروهر          | به جون تو             | رامین زمانی       | شهرام آذر         |
| لیلا فروهر          | خیلی سخته             | رامین زمانی       | رامین زمانی       |
| لیلا فروهر          | مگه میشه              | رامین زمانی       | دنیل              |
| لیلا فروهر          | مگه میشه              | رامین زمانی       | شاهین یوسف‌زمانی   |
| لیلا فروهر          | مگه میشه              | رامین زمانی       | رامین زمانی       |
| لیلا فروهر          | بهانه                 | رامین زمانی       | پوریا نیاکان      |
| لیلا فروهر          | آرزوی من این است      | رامین زمانی       | خشایار احمدیه     |
| لیلا فروهر          | آرزوی من این است      | رامین زمانی       | رامین زمانی       |
| عارف                | به تو هدیه می‌کنم      | رامین زمانی       | خشایار احمدیه     |
| داریوش              | وعده ما لب دریا       | رامین زمانی       | رامین زمانی       |
| هنگامه              | نقاشی                 | رامین زمانی       | رامین زمانی       |
| هنگامه              | بی تو هرگز            | رامین زمانی       | شهرام آذر         |
| هنگامه              | سفر                   | رامین زمانی       | شهرام آذر         |
| هنگامه              | یا تو یا هیچ‌کس دیگه   | رامین زمانی       | رامین زمانی       |
| هنگامه              | بهونه                 | رامین زمانی       | رامین زمانی       |
| هنگامه              | دعا                   | رامین زمانی       | رامین زمانی       |
| هنگامه              | وقتی رفت              | رامین زمانی       | رامین زمانی       |
| هنگامه              | معجزه                 | رامین زمانی       | رامین زمانی       |
| هنگامه              | اجازه                 | رامین زمانی       | رامین زمانی       |
| هنگامه              | وقتی اومدی تو قلبم    | رامین زمانی       | افشین خواجه نژاد  |
| مهرداد آسمانی       | تخت جمشید             | مهرداد آسمانی     | برایان وی         |
| کامران و هومن       | بهترینی               | کامران و هومن     | پیام شمس          |
| کامران و هومن       | اگه دنیا دست من بود   | کامران و هومن     | پیام شمس          |
| کامران و هومن       | فرشته نجات            | رامین زمانی       | رامین زمانی       |
| کامران و هومن       | وقتی کسی رو دوست داری | رامین زمانی       | رامین زمانی       |
| کامران و هومن       | مال تو                | پیام شمس          | پیام شمس          |
| کامران و هومن       | حسودی                 | رامین زمانی       | فرهاد زند         |
| کامران و هومن       | خالی                  | رامین زمانی       | رامین زمانی       |
| کامران و هومن       | دارم دیوونه میشم      | عارف شکوری        | عارف شکوری        |
| کامران و هومن       | از تو انتظار نداشتم   | کامران و هومن     | عارف شکوری        |
| کامران و هومن / ابی | مگه فرشته هم بده      | رامین زمانی       | رامین زمانی       |
| بتی                 | یادته                 | پرویز قدرخانی     | پرویز قدرخانی     |
| سپیده               | میخوام برات بمیرم     | رامین زمانی       | شوبرت آواکیان     |
| سپیده               | یادت میاد             | رامین زمانی       | شوبرت آواکیان     |
| سامان               | شمعدونی               | سامان             | منوچهر چشم آذر    |
| سامان               | نامه                  | سامان             | فردمیرزا          |
| سامان               | قناری                 | سامان             | سامان             |
| خشایار اعتمادی      | ترانه تا قیامت        | تورج شعبان‌خانی    | شادمهر عقیلی      |
| خشایار اعتمادی      | گفتگو                 | تورج شعبان‌خانی    | شادمهر عقیلی      |
| خشایار اعتمادی      | مثل هیچ‌کس             | تورج شعبان‌خانی    | شادمهر عقیلی      |
| خشایار اعتمادی      | به خاطر من            | تورج شعبان‌خانی    | شادمهر عقیلی      |
| خشایار اعتمادی      | ترانه به خاطر تو      | تورج شعبان‌خانی    | فردین خلعتبری     |
| خشایار اعتمادی      | خلوت یک شاعر          | تورج شعبان‌خانی    | فردین خلعتبری     |
| خشایار اعتمادی      | یک سبد آرزوی کال      | تورج شعبان‌خانی    | فردین خلعتبری     |
| خشایار اعتمادی      | نامه‌های بی جواب       | تورج شعبان‌خانی    | فردین خلعتبری     |
| خشایار اعتمادی      | زیر درخت آرزو         | تورج شعبان‌خانی    | فردین خلعتبری     |
| خشایار اعتمادی      | ترانه هوای رفتن       | تورج شعبان‌خانی    | فؤاد حجازی        |
| خشایار اعتمادی      | دل واپسی ها           | تورج شعبان‌خانی    | فؤاد حجازی        |
| محمد محبیان         | اگه تو مال من بودی    | اورانیوم          | فرخ آهی           |
| فریده               | دیوونتم               | شادمهر عقیلی      | شادمهر عقیلی      |
| آرتین شاهوران       | من تو رو می خوام      | آرتین شاهوران     | افشین شاهوران     |
| مجتبی کبیری         | بی تو هرگز            | پدرام کشتکار      | پدرام کشتکار      |
| مجتبی کبیری         | دویدم                 | پدرام کشتکار      | پدرام کشتکار      |
| مجتبی کبیری         | منو ببخش              | پدرام کشتکار      | پدرام کشتکار      |
| مجتبی کبیری         | التماس مخملی          | پدرام کشتکار      | پدرام کشتکار      |
| مجتبی کبیری         | دلخوشی                | پدرام کشتکار      | پدرام کشتکار      |
| مجتبی کبیری         | دروغ ساده             | پدرام کشتکار      | پدرام کشتکار      |
| مجتبی کبیری         | بی‌قراری               | پدرام کشتکار      | پدرام کشتکار      |
| مجتبی کبیری         | ساز مخالف             | پدرام کشتکار      | پدرام کشتکار      |
| محسن چاوشی          | نفرین                 | محسن چاوشی        | محسن چاوشی        |
| محسن چاوشی          | راه دشوار             | محسن چاوشی        | محسن چاوشی        |
| محسن چاوشی          | غریب مادر             | محسن چاوشی        | محسن چاوشی        |
| محسن چاوشی          | غزل خون               | محسن چاوشی        | محسن چاوشی        |
| تارا                | به عشق من نگاه نکن    | پدرام کشتکار      | الکس عابدی        |
| شهاب تیام           | حادثه                 | پوریا نیاکان      | پوریا نیاکان      |
| شهاب تیام           | تقدیر                 | پوریا نیاکان      | پوریا نیاکان      |
| محسن ابراهیم‌زاده    | قهرمان بی ادعا        | محسن ابراهیم‌زاده  | مصطفی مؤمنی       |
| محسن ابراهیم‌زاده    | بوی بارون             | محسن ابراهیم‌زاده  | مصطفی مؤمنی       |
| محسن ابراهیم‌زاده    | شب‌های دیوونگی         | محسن ابراهیم‌زاده  | مصطفی مؤمنی       |
| مهدی عالی           | منم همینم             |                   |                   |
| مهدی عالی           | قبل تو                |                   |                   |
| مهدی عالی           | حسرت                  |                   |                   |
| فرزاد فرزین         | اعتراف                | امیر میلاد نیکزاد | امیر میلاد نیکزاد |

## آلبوم و قطعات دکلمه
| سال انتشار | عنوان         | دکلمه و ترانه‌سرا | آهنگساز                     | توضیحات |
| ---------- | ------------- | ---------------- | --------------------------- | --- |
| ۱۳۷۷       | مثل هیچ‌کس     | مریم حیدرزاده    | تورج شعبانخانی              | خواننده: خشایار اعتمادی تنظیم کننده: فردین خلعتبری/ شادمهر عقیلی                                                                                    |
| ۱۳۷۸       | حقیقت دارد    | مریم حیدرزاده    | محمدرضا چراغعلی بهنام ابطحی | خوانندگان: خشایار اعتمادی، امیر کریمی، هومن بختیاری ناصر عبداللهی، حسین بختیاری و رسول نجفیان تنظیم کنندگان: فؤاد حجازی، حمید صدری، محمدرضا چراغعلی |
| ۱۳۷۸       | یاتو یا هیچ‌کس | مریم حیدرزاده    | آرتین شاهوران               | تهیه‌کننده: علی مهدیزاده نوازندگان: کریم قربانی و مهران سراجیان                                                                                      |
| ۱۳۷۹       | به خاطر تولدت | مریم حیدرزاده    | فریبرز لاچینی               | |
| ۱۳۹۵       | سال تحویل     | مریم حیدرزاده    | بردیا صدر                   | تهیه‌کننده: مهدی کُرد این یک قطعه به هادی نوروزی تقدیم شد.                                                                                            |
| ۱۳۹۶       | آبرنگ         | مریم حیدرزاده    | انتخابی                     | تهیه‌کننده: مهدی کُرد |

## مجموعه اشعار
1. پروانه‌ات خواهم ماند / ۱۳۷۷
2. ماه تمام من / ۱۳۷۸
3. تقصیر من نبود / ۱۳۷۹
4. من او ندارم / ۱۳۸۰
5. نامه‌هایی که پاره کردم / ۱۳۸۰
6. نامه‌هایی که پاره کردی / ۱۳۸۱
7. دیگه می‌ذارمت کنار / ۱۳۸۲
8. اون یکی جز من داشت / ۱۳۸۴
9. تو را در حضور همه دوست دارم / ۱۳۹۳
10. قهوه ات یخ نکند / ۱۳۹۹[۹][۱۰]